# 이해영 (학자)
이해영(李海英, 1925년~1979년)은 대한민국의 인구학자, 통계학자이다. 조선 왕족과 대한제국 황족의 후예로 흥선대원군의 종증손이다. 이달용의 아들이며 완순군 이재완의 손자이자 흥완군의 증손이다. 본관은 전주.

## 생애
이해영은 조선의 왕족이자 대한제국의 황족으로 1925년 흥선대원군의 두 번째 형인 흥완군의 증손이자 이달용의 4남으로 서울에서 출생하였다. 1938년 경기중학교에 입학, 1943년에 경기중학교 5학년을 졸업하고 경성제국대학(서울대학교의 전신) 예과에 진학했다. 1946년에 서울대학교 예과 문과 2년을 수료한 후 서울대학교 문리과대학 사회학과에 입학, 1949년 서울대학교 문리과대학 사회학과를 졸업하였다.
그 후 한국 전쟁을 거쳐 1952년 9월부터 1955년 9월까지 만 3년 간 서울대학교 문리과대학 강사로서 강단에 섰고, 1955년 미국 유학, 1955∼1956년 1년 간 미국 노스캐롤라이나 대학에서 수학하고 귀국하였다. 귀국 후 1958년 10월에 서울대학교 문리과대학 전임강사로 부임한 후 1962년 9월까지 조교수, 부교수로 재직하였다.
1962년 미국의 펜실바니아 대학으로 유학, 펜실바니아 대학에서의 유학 중 인구통계학을 접하고 한국의 인구 문제에 대해서 더욱 더 깊은 관심을 갖게 되었고 귀국 후 Vincent H. Whitney 교수의 격려와 조언, 자문을 받아 1964년에 서울대학교 문리과대학 부설로 인구연구소를 설립하게 된다. 이후 이해영 교수는 인구 및 발전문제연구소의 소장으로 12년간 재직하면서 우리나라의 인구학 분야를 개척하였다. 연구소의 또 다른 역점사업은 이 분야의 신진학자들을 양성하는 것이었는데 이를 위해서 매년 우수한 성적과 품행을 갖춘 5∼6명의 서울대 대학생 및 대학원생들에게 장학금을 지급하였고, 외국 유학도 적극적으로 지원하였다. 예컨대 1966년부터 1972년까지만 보더라도 모두 23명의 대학원생에게 장학금을 지급하여 고학생들을 후원하였다.
그는 1968년부터 2년 간 서울대학교의 교무처장으로 재직하면서 대학발전 10년 계획을 수립하였으며 이 계획의 일환으로 서울대학교가 현재의 관악캠퍼스로 통합 이전하게 되었다. 
그는 또 1974년부터 1년간 문리과대학의 마지막 학장으로 활동하였으며, 관악캠퍼스로 이전 후 문리과대학은 사회과학대학으로 통합됐다. 그가 대학의 보직을 수행하면서 보여준 행정 능력과 공정성 그리고 정직함은 아직도 많은 사람들의 기억 속에 남아 있다. 그의 경륜과 능력은 또 정부 정책에도 많은 영향을 미쳐 우리나라의 고등교육 개혁이라든가 제 1차 경제개발 5개년 계획의 인구정책 부문에도 많은 기여를 하였다. 1976년 서울대학교 사회과학연구소장으로 부임하였다.
1979년 11월 18일 54세의 나이로 돌연히 사망하였다.